# Milan Dargent
Pour les articles homonymes, voir Dargent.
Milan Dargent, né le 28 décembre 1960 à Lyon, est un écrivain français.
Il s'essaye d'abord au rock avec le groupe Swing diplomates, une expérience et un milieu qui inspirent plusieurs ses romans. Il a par ailleurs écrit dans le numéro de 2007 de la revue Minimum Rock'n'Roll.

## Œuvres
- Grabuge, Éditions Quintette, 1992 [3].
- Soupe à la tête de bouc, Le Dilettante, 2002 ; Folio, 2004.
- Le Club des caméléons, Le Dilettante, 2010.
- Le Tournant de la rigueur, Le Dilettante, 2013.
- Tu peux rêver, poèmes, Blancs volants, 2019.
- Popcorn, La Fosse aux ours, 2020.